# Prochaetoderma yongei
Prochaetoderma yongei är en blötdjursart. Prochaetoderma yongei ingår i släktet Prochaetoderma och familjen Prochaetodermatidae. Inga underarter finns listade i Catalogue of Life.